# 9655 Yaburanger
A 9655 Yaburanger (ideiglenes jelöléssel (9655) 1996 CH1) a Naprendszer kisbolygóövében található aszteroida. Takeo Kobayashi fedezte fel 1996. február 11-én.